# Wuppenau
Wuppenau (toponimo tedesco) è un comune svizzero di 1 133 abitanti del Canton Turgovia, nel distretto di Weinfelden.

## Storia
Nel 1971 Wuppenau ha inglobato i comuni soppressi di Heiligkreuz e Hosenruck. Fino al 2010 ha fatto parte del distretto di Münchwilen.

## Monumenti e luoghi d'interesse

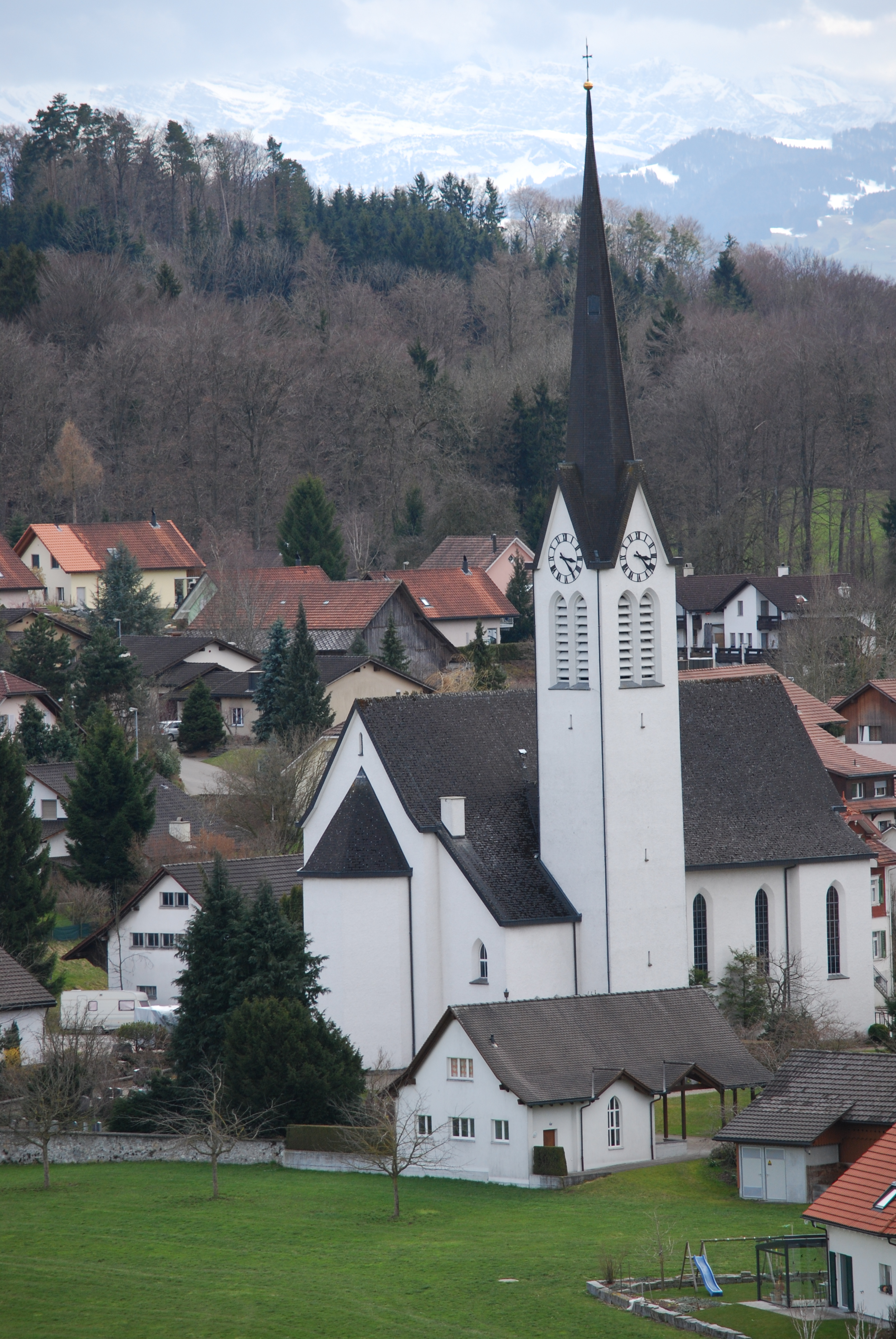
La chiesa cattolica di San Martino

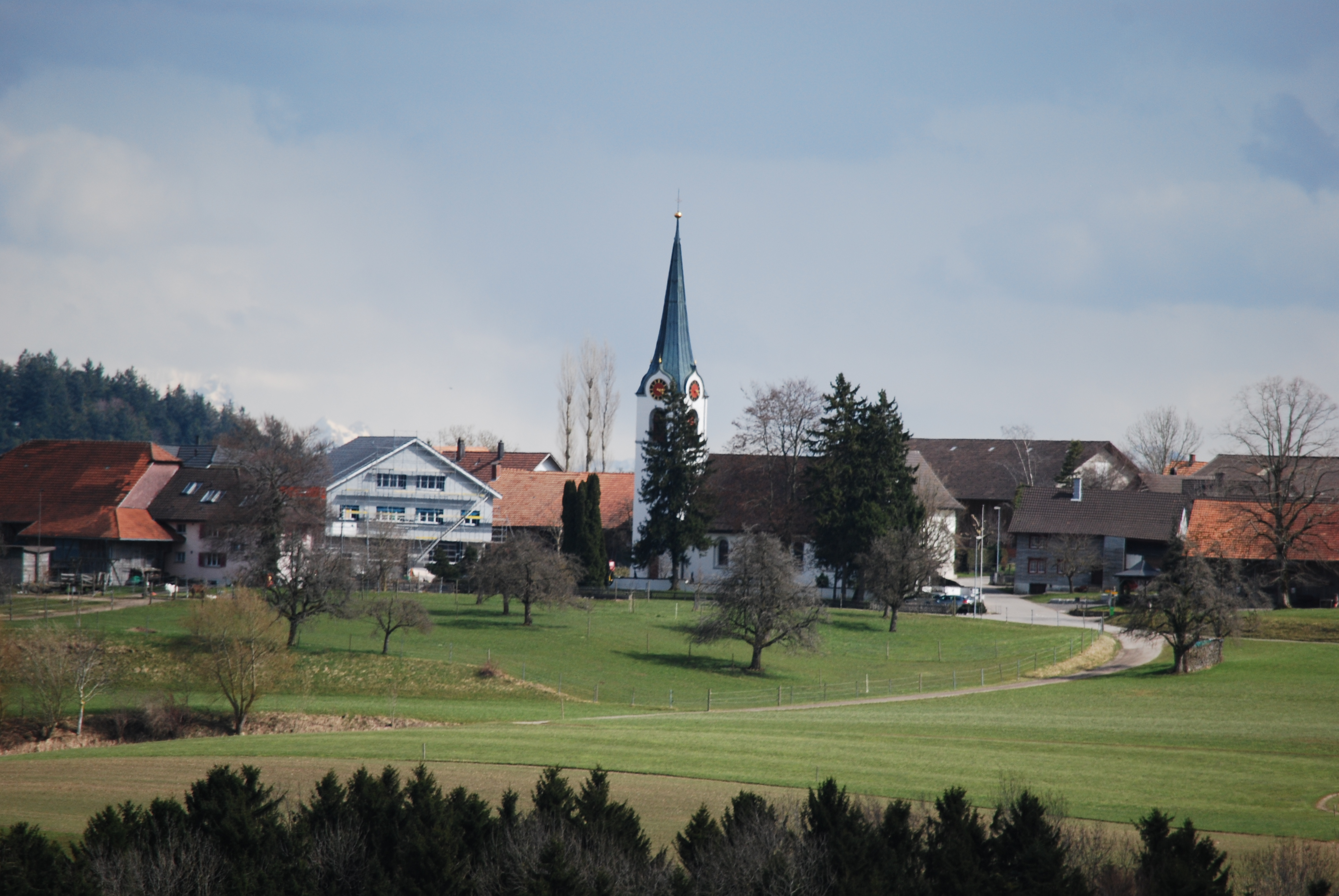
La chiesa cattolica di San Lorenzo

- Chiesa cattolica di San Martino, eretta nel 1890-1897[1];
- Chiesa cattolica di San Lorenzo in località Welfensberg, eretta nel 1706-1708[2].

## Società

### Evoluzione demografica
L'evoluzione demografica è riportata nella seguente tabella (con Heiligkreuz e Hosenruck):
Abitanti censiti

## Amministrazione
Ogni famiglia originaria del luogo fa parte del cosiddetto comune patriziale e ha la responsabilità della manutenzione di ogni bene ricadente all'interno dei confini del comune.